# The Heart of Me
The Heart of Me es una película del año 2002 inspirada en la novela de Rosamond Lehmann The Echoing Grove. Fue dirigida por Thadreus O'Sullivan y protagonizada por Helena Bonham Carter, Paul Bettany y Olivia Williams.
Ambientada en Londres antes y después de la Segunda Guerra Mundial, describe las consecuencias del tórrido romance de una mujer con el marido de su hermana. 

## Sinopsis
La película, situada en Londres durante los años 30, narra la historia de dos hermanas Dinah [Helena Bonham Carter] una mujer bohemia y apasionada que gusta del arte, la poesía, el dibujo y la psicología y Madeleine [Olivia Williams] una tradicional ama de casa  casada con Rickie [Paul Bettany]  con el que tiene un hijo, Anthony [Luke Newberry] y lleva una vida según las costumbres de la época. Al morir el padre de ambas, Dinah pasa unos días en el hogar de su hermana, que se ha empeñado en  conseguirle un marido debido a la incomodidad que le produce cómo se dirige a ella Rickie cuando dice, por ejemplo, que es «aterradoramente atractiva» y por la forma en que ambos se miran, que la hace sospechar. 
En una cena, Dinah hace público su compromiso con otro hombre. Ese mismo día por la noche, Rickie entra a su habitación mientras ella duerme, la despierta y le suplica que rompa su compromiso, a lo que Dinah accede. Unos días después, Dinah deja la casa de su hermana sin dar explicaciones y se muda a un pequeño departamento con su amiga Bridie, que es pintora.
Al saber que Dinah rompió su compromiso de la nada, Madeleine y su madre organizan una comida. En esta comida, antes de que Dinah llegara, Madeleine le expresa a su madre que desaprueba la forma de vida que su hermana lleva. Se expresa con rencor de ella por su estilo bohemio. Su madre sostiene que es una mujer apasionada, mientras que Madeleine argumenta que «colecciona pasiones».
En la fiesta de año nuevo, Madeleine intenta arrojarle a Dinah un nuevo pretendiente, pero ella simplemente se limita a asentir y mirar a Rickie, que está al otro lado del salón atendiendo a los invitados. Antes de la media noche, Dinah se retira de la fiesta y sale al jardín, seguida disimuladamente por Rickie. Ahí, mientras en el interior de la casa todos los asistentes dan la cuenta regresiva, Rickie toma el rostro de Dinah en sus manos y comienza a repetir su nombre. Acto seguido ambos se besan bajo los fuegos artificiales y comienzan a tener sexo en el suelo del kiosko. A partir de ese momento, Dinah y Rickie se convierten en amantes. Durante un buen periodo de tiempo, Rickie y Dinah comienzan a verse clandestinamente. Pasan los días en el parque, leyendo poesía de William Blake,  el autor favorito de Dinah. 
Una día, después de mantener relaciones sexuales en su departamento, Dinah le hace a Rickie la promesa de perdonarle todo el daño que le pueda hacer en el futuro por adelantado, sin importar lo que sea. Luego le informa que está embarazada, esperando un hijo de él. Ambos desean tener al bebé. Rickie le promete a Dinah dejar a Madeleine tan pronto como se pueda librar de asuntos de trabajo y organizar todo para que su otro hijo reciba dinero de su parte. Dinah se va junto con Bridie a la costa. Se mantiene comunicada con Rickie únicamente por medio de cartas. Más tarde, en medio de un parto difícil, da a luz a su pequeña hija.
Rickie llega retrasado a ver a Dinah, porque al quedarse atascado en la nueve tiene un accidente de auto. Cuando llega al hospital, se encuentra con que su hija murió a causa de una afección cardíaca. Dinah cae en una intensa depresión que la lleva a terminar su relación con él, por lo que dejan de verse un largo tiempo.
Meses después, Bridie envía una carta a Rickie que es leída por Madeleine, quien al saberlo todo comienza a discutir con su esposo, diciendo que ella «ya lo sabía todo», pero como Rickie y Dinah han dejado de verse, él apuesta, sin muchas ganas, a salvar su matrimonio.
Sin embargo, Rickie da por terminada su relación con Madeleine, toma sus cosas y se va a vivir su amor con Dinah. Intenta pedirle el divorcio, pero Madeleine se lo niega, y resignados a ser marginados por la sociedad, ambos amantes viven su idilio con plenitud en el departamento. Como juramento de amor, Rickie manda a hacer un brazalete de plata para su amada, con la leyenda "Y para toda la eternidad yo te perdono, tú me perdonas". Apenas completado su encargo, sale de la joyería y cae desplomado al suelo. Le es diagnosticada una úlcera gástrica un tanto maligna, pero bajo los cuidados correctos estará bien.
Los enamorados siguen viviendo su historia de amor, hasta que Rickie va a dar al hospital debido a una úlcera y Madeleine y su madre traman un plan para enmendar lo que ellas consideran un "error fatal" en las acciones que este último y Dinah cometieron.
Le dicen a Rickie que Dinah lo ha abandonado, que se ha ido con otro hombre a Francia y a ella le dicen que Rickie eligió volver con su familia.
Meses después, Dinah llama a Rickie al trabajo para que arreglen la renta del departamento que está a punto de desocupar, porque no puede pagar las cuentas. Rickie se presenta y así descubren el engaño del que fueron víctimas, pero Dinah ya no desea comenzar de nuevo, a pesar de que él es su felicidad, prefiere alejarse de él para evitarle más sufrimientos. Ambos comparten un taxi y esa es la última vez que se ven.
Al llegar a casa, un furioso Rickie arremete contra su esposa, la viola, diciéndole que de estar teniendo sexo con Dinah lo haría con amor, pero que con ella no, porque solo representa para él un trozo de carne más. De esta violación nace una hija.
A los pocos años sin que Rickie y Dinah se vean, él se deprime, su enfermedad empeora y lo único que le queda de ella es el talón de la joyería. Va hasta el centro, resuelto a recoger el brazalete, pero una bomba de la guerra ha destruido el lugar y le es imposible completar su propósito. Al verse alejado de la mujer que ama y sin esperanzas de poder regresar a ella, Rickie comienza a recordar la voz de Dinah recitándole "Broken Love", aquel juramento de amor que hicieron, la felicidad de sus días juntos... comienzan a sonar alarmas de que un nuevo bombardeo se avecina, pero el no desea seguir viviendo sin Dinah, así que guarda el talón de la joyería en su cartera y camina hacia la zona que será bombardeada, donde finalmente muere.
10 años después, la madre de Madeleine y Dinah fallece, por lo que la última decide visitar a su hermana mayor para limar asperezas y pedirle perdón por todo lo que ha pasado entre ellas. Ahí, en la casa donde una vez viviera Rickie también, tienen una hostil conversación en la que se descubre lo que ha ido siendo de sus vidas. Madeleine le cuenta a su hermana que su hijo murió en la guerra. Dinah llora por él, ya que lo amaba dulcemente. Madeleine le dice que ella no sabe lo que es perder a un hijo. Dinah se lleva una mano al vientre. Al ver que no resulta bien su empresa, Dinah decide partir, pero Madeleine tiene una especie de epifanía. Va a su habitación por la cartera de Rickie y extrae el talón de la joyería. Acto seguido, acompaña a su hermana al parque en donde antes viviera la felicidad misma junto a Rickie.
En una banca del parque, Madeleine le dice a su hermana que su madre le contó que ella soñó con Rickie la noche en que murió, pero Dinah no le deja continuar argumentando que eso suena casi como decir que él estaba pensando en ella al morir. «Un hombre tiene el derecho de morir pensando en la mujer que ama», exclama Madeleine, calla y sigue diciendo: «Y para toda la eternidad yo te perdono, tú me perdonas". Dinah reacciona impresionada de que su hermana conozca el poema que es símbolo de su amor por Rickie. Madeleine le entrega el talón de la joyería y le cuenta como pensó que era para ella, pero que ahora entiende que en verdad  él no la amaba. Las hermanas se disculpan y Madeleine le presenta a Dinah a su hija más pequeña, a la que no conocía y que resulta fabulosamente parecida a ella.

## Elenco
- Helena Bonham Carter – Dinah
- Olivia Williams – Madeleine
- Paul Bettany – Rickie
- Eleanor Bron – Mrs. Burkett
- Alison Reid – Bridie
- Luke Newberry – Anthony
- Tom Ward – Jack
- Gillian Hanna – Betty
- Andrew Havill – Charles